# ×Achicodonia
×Achicodonia, generički naziv umjetnog hibridnog roda nastalog križanjem vrsta trajnica iz porodice gesnerijevki, Achimenes (ahimen) i  Eucodonia (eukodonija). Opisao ga je Hans Joachim Wiehler u Selbyana 1: 406. 1976. Jedini predstavnik je ×Achicodonia eucodonioides (sin. Plectopoma eucodonioides Van Houtte).
1. ×Achicodonia eucodonioides 'Cornell Gem'
2. ×Achicodonia eucodonioides 'Dark Star’
3. ×Achicodonia eucodonioides 'Dark Velvet'
4. ×Achicodonia eucodonioides 'Shogun' (× Achidonia 'Shogun')
5. ×Achicodonia eucodonioides 'Tyche' (× Achidonia 'Tyche')
6. ×Achicodonia eucodonioides 'Very Good' (× Achidonia 'Very Good')